# Prinsessan Kristina Augusta

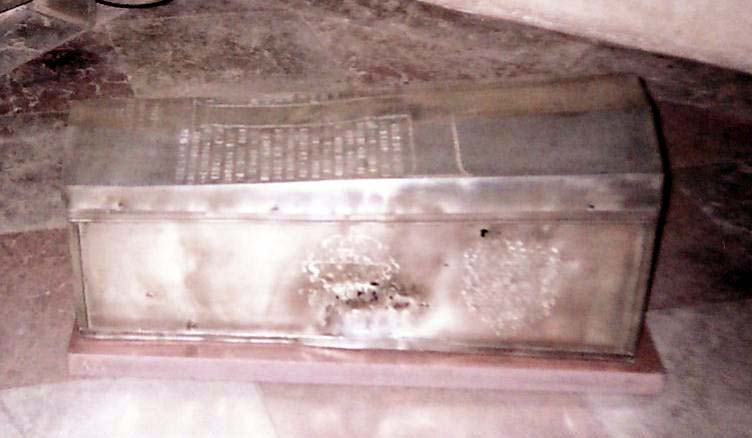
Kistan i Riddarholmskyrkan med Kristina Augustas stoft.

Kristina Augusta, född 16 oktober 1623, död 21 september 1624, var en svensk prinsessa. Hon var kung Gustav II Adolfs och drottning Maria Eleonoras andra dotter och barn. Liksom samtliga sina syskon, med undantag för sin yngre syster den blivande drottning Kristina, avled hon i späd ålder. Kristina Augusta var under sin korta levnad Sveriges tronföljare.
År 1621 hade drottning Maria Eleonora fått en dödfödd dotter, vilket hon skyllde på makens avresa till Livland. Hon bad honom därför att stanna hemma vid nästa graviditet. Trots detta var kungen åter frånvarande då drottningen nedkom med deras andra barn i oktober 1623. Gustav Adolf gladdes åt sin nyfödda dotter, som döptes till Kristina Augusta. Lyckan blev dock kortvarig då den lilla prinsessan insjuknade hösten därpå och avled i september, endast 11 månader gammal. Kristina Augustas död var ett hårt slag för föräldrarna, i synnerhet då hon varit deras enda levande barn. Maria Eleonoras sorg över dotterns bortgång beskrevs till och med av hennes svägerska som "omåttlig" och "skadlig". 
Prinsessan Kristina Augusta begravdes i Riddarholmskyrkan den 8 december 1624. Den 22 juni 1634 nedsattes prinsessans jämte hennes vid födelsen avlidna, äldre systers, samt Gustav II Adolfs kistor i det då färdigställda Gustavianska gravvalvet. På Kristina Augustas kistlock finns en latinsk inskription, som på svenska lyder: